# Andre Agassi
Andre Kirk Agassi (n. 29 aprilie 1970, Las Vegas, Nevada) este un tenismen american. Fost lider mondial în tenisul profesionist, a câștigat în carieră opt turnee de Mare Șlem și o medalie olimpică de aur, în 1996, la Atlanta. Este considerat printre cei mai buni jucători care au practicat vreodată tenisul și cel mai bun jucător la returul de serviciu din istoria tenisului. A devenit celebru pentru atitudinea și stilul ieșite din comun, pe care le-a afișat în carieră, Agassi fiind deseori considerat cel mai carismatic jucător din istorie și direct răspunzător pentru creșterea popularității tenisului în anii 1990. Este căsătorit cu multipla câștigătoare de turnee de Mare Șlem, fosta jucătoare Steffi Graf. 
Alături de Rod Laver, Don Budge, Fred Perry, Roy Emerson, Novak Đoković și Roger Federer, Agassi este unul dintre singurii șase jucători care au reușit un Mare Șlem, câștigând toate cele patru turnee majore ale anului, și unul dintre cei trei (alături de Laver și Federer) de la începutul Erei Open care au înregistrat această performanță. Pe lângă victoriile din turneele de Mare Șlem și de la Olimpiadă, Agassi a mai câștigat în carieră Turneul Campionilor și a făcut parte din echipa Statelor Unite câștigătoare a Cupei Davis. Are în palmares 17 titluri în turneele din seria Masters, performanță depășită de Roger Federer și Rafael Nadal. Revista Tennis l-a numit al 7-lea jucător din istoria circuitului masculin și al 12-lea din istoria tenisului pentru perioada 1965 - 2005.
Agassi s-a retras din activitate în 2006, după ce a fost eliminat în turul trei al Openului Statelor Unite. Suferea de sciatică și de spondiloză cauzată de deplasarea unor vertebre care interferează cu nervii spatelui. Este fondatorul fundației caritabile Andre Agassi. care a adunat peste 60 de milioane de $ pentru copiii în pericol din Sudul statului Nevada. În 2001, Fundația a deschis un Liceu Pregătitor în Las Vegas care îi poartă numele jucătorului.

## Copilăria
Agassi s-a născut în Las Vegas, Nevada. Tatăl său, Emmanuel „Mike” Agassi este cetățean iranian de origine armeană și asiriană. El a reprezentat Iranul în turneul de box la Jocurile Olimpice de vară din 1948 și din 1952 înainte de a emigra în Statele Unite. Mama sa, Elizabeth „Betty” Agassi (născută Dudley), este o supraviețuitoare a cancerului la sân.
La vârsta de 13 ani, Andre a fost trimis la Academia de Tenis a lui Nick Bollettieri din Florida. Inițial, trebuia să petreacă acolo doar opt săptămâni, tatăl său permițându-și să plătească taxa doar pentru această perioadă, dar după ce l-a văzut pe Agassi jucând timp de 10 minute, Bollettieri l-a contactat telefonic pe Mike și i-a spus: „Ia-ți cecul înapoi, [fiul tău] va învăța aici gratis.”
A trecut la profesionism la vârsta de 16 ani. Primul turneu la care a participat s-a disputat la La Quinta, California. A câștigat meciul de debut, împotriva lui John Austin 6–4, 6–2, dar apoi a pierdut în turul secund, în fața suedezului Mats Wilander 6–1, 6–1. Până la finalul anului, Agassi urcase pe locul 91 în lume.

## Stilul de joc
Încă de la începutul carierei, Agassi a încercat să pună capăt rapid punctelor, de multe ori alternând o minge mai moale cu una în forță și trimisă lung, apoi trimițând o lovitură câștigătoare într-un unghi dificil. Jocul său la primire, alături de cel de pe fundul terenului, precum și un simț ascuțit al anticipației au fost punctele sale forte. Datorită acestora, a câștigat turneul de la Wimbledon în 1992, într-o perioadă în care se juca stilul serviciu-voleu. În 1995, și-a perfecționat lovitura de rever. În rarele ocazii când ajungea la fileu, Agassi prefera un voleu câștigător. După revenirea în circuit în 1998, el s-a concentrat mai mult pe pregătirea fizică și a devenit unul dintre cei mai rezistenți jucători din circuit.
Datorită acestei rezistențe, una dintre strategiile lui Agassi era să-și obosească adversarii, el încercând să reducă la minim timpii dintre servicii pentru a nu le permite să-și revină. Americanul punea presiune pe oponent încă de la retur, unul pe care îl efectua foarte rapid și apoi încerca să-și alerge adversarul și să-l facă pe acesta să greșească. Pentru acest stil, Agassi a primit porecla „The Punisher” (Pedepsitorul).
În ultimul an al carierei, din cauza problemelor medicale, mai ales la spate, Agassi a pierdut din viteză, și astfel nu mai putea acoperi terenul cum își dorea. Pentru a acoperi aceste dificultăți, el a adoptat un stil mai ofensiv prin care își obliga adversarul să joace de pe linia de fund și nu îi dădea acestuia șansa de a-l alerga.
Serviciul nu a fost niciodată un punct forte în stilul său de joc, dar de-a lungul timpului și-a îmbunătățit și acest capitol, fiind peste medie. Viteza primului său serviciu varia între 175 km/h și 200 km/h, însă la al doilea serviciu scădea la 130 km/h. Cel mai rapid servicu trimis de el a fost înregistrat cu viteza de 205,9 km/h, într-un meci împotriva lui Andy Roddick, la Mastersul de la Cincinnati din 2004.

## Cariera

### 1986–1993
Agassi a trecut la profesionism în 1986 și a câștigat primul său titlu important în 1987 La Openul Sul American în Itaparica. A încheiat anul pe locul 25 în lume. În 1988 a câștigat șase turnee (Memphis, Campionatul pe zgură al Statelor Unite, Forest Hills, Stuttgart, Internaționalele Volvo și Openul Livingston), iar la finalul acelui an depășise 2 milioane de dolari câștigați doar din tenis, sumă la care ajunsese disputând doar 43 de turnee. A încheiat anul pe locul trei, fiind devansat doar de Ivan Lendl și de liderul mondial Mats Wilander. Atât Asociația Tenismenilor Profesioniști (ATP), cât și revista Tennis l-au desemnat pe Agassi jucătorul cu cea mai importantă ascensiune în 1988.
În primii opt ani ai carierei, Agassi nu a evoluat la Openul Australian (care avea să devină turneul de Grand Slam la care a obținut cele mai bun rezultate). De asemenea, între 1988 și 1990, americanul nu s-a înscris la turneul de la Wimbledon, unul convențional, în care jucătorii erau obligați să joace în echipament complet alb. 
Încă un adolescent, Agassi a ajuns în semifinale la Roland Garros și US Open în 1988, repetând performanța la New York în 1989. În 1990, a ajuns în premieră în finala unui Grand Slam, la Internaționalele Franței, dar a fost învins în patru seturi de Andrés Gómez. În 2009 avea să recunoască faptul că a pierdut acea finală deoarece gândul nu îi stătea la partidă ci la peruca pe care o purta și la glumele care i-ar fi fost adresate dacă i-ar fi picat peruca. A doua finală de Mare Șlem a fost atinsă la Openul Statelor Unite, unde l-a înfruntat pe Pete Sampras, pierzând cu 6–4, 6–3, 6–2. Rivalitatea dintre cei doi jucători americani avea să domine următorul deceniu. Tot în 1990, Agassi a contribuit la victoria echipei Statelor Unite în Cupa Davis, prima după opt ani, și avea să câștige singura dată în carieră Turneul Campionilor.
În 1991, Agassi a ajuns pentru al doilea an la rând în finală la Roland Garros, unde a întâlnit un alt fost elev al academiei Nick Bollettieri, pe Jim Courier. Courier a câștigat trofeul după o finală de cinci seturi. În același an, Agassi a participat în premieră la Wimbledon, acceptând echipamentul complet alb, și a fost eliminat în sferturile de finală, în cinci seturi, de David Wheaton. 
Tot la Wimbledon avea să obțină și primul succes în turneele de Grand Slam. În 1992, Agassi l-a învins într-o finală de cinci seturi pe Goran Ivanišević. Pe traseu, el eliminase doi foști câștigători ai competiției de la Londra, Boris Becker și John McEnroe. În acel an, el a fost desemnat Personalitatea Sportivă a anului din afara țării de către postul britanic de televiziune BBC. Tot în 1992, Agassi a jucat în echipa Statelor Unite învingătoare în Cupa Davis, adjudecându-și al doilea trofeu în trei ani.
1993 i-a adus primul și singurul titlu în turneele de dublu, la Mastersul de la Cincinnati, unde a făcut pereche cu Petr Korda. Din cauza accidentărilor și a unei operații suferită la încheietura mâinii, el a ratat marea parte a anului.

### 1994–1997
Din 1994, Agassi a făcut pereche cu un nou antrenor, Brad Gilbert care i-a insuflat un nou stil de joc, mai tactic. Și-a început sezonul abia în mai, fiind eliminat rapid în Grand Slam-urile de la Paris și Londra. Avea să aibă însă rezultate pe ciment, în a doua jumătate a anului, când a câștigat Openul Canadei, și apoi avea să câștige Openul Statelor Unite, după ce în turul patru îl elimina în cinci seturi pe compatriotul său, Michael Chang, iar în finală trecea de germanul Michael Stich. A fost primul jucător care triumfa la New York fără să facă parte de pe lista capilor de serie.
În 1995, a renunțat la pletele care îl făcuseră faimos și s-a ras în cap. A participat în premieră la Openul Australian, turneu pe care avea să-l câștige după victoria din finală în fața lui Sampras. Cei doi jucători și-au disputat cinci finale în 1995, Agassi câștigând trei. Și-a adăugat în palmares trofeele la Cincinnati, Miami și Openul Canadei. A adunat o serie de 26 de victorii consecutive, întreruptă în finala Openului Statelor Unite, pierdută în fața lui Sampras.
În aprilie 1995, Agassi a ajuns în premieră pe prima poziție a clasamentului mondial, păstrând fotoliul de lider până în noiembrie, pentru un total de 30 de săptămâni. La capitolul victorii/înfrângeri, 1995 a fost cel mai bun an al carierei sale, Agassi câștigând 73 de meciuri și pierzând doar 9. A contribuit din nou decisiv la victoria echipei țării sale în Cupa Davis, al treilea și ultimul său trofeu în această competiție.
Anul 1996 nu a fost la fel de fructuos pentru Agassi care nu a jucat nicio finală de Mare Șlem. A fost eliminat rapid la Openul Franței și la Wimbledon, de compatrioții Chris Woodruff și Doug Flach, iar la Melbourne și New York a fost învins în semifinale, de fiecare dată de Michael Chang. În schimb, a devenit campion olimpic, cucerind medalia de aur la Olimpiada de la Atlanta, după ce l-a învins în finală pe spaniolul Sergi Bruguera cu 6–2, 6–3, 6–1. De asemenea, și-a apărat cu succes titlurile la Cincinnati și Key Biscayne.
1997 a fost cel mai slab an al carierei sale. Din cauza accidentării la mână, a jucat doar 24 de meciuri în tot sezonul. Mai târziu, avea să recunoască că în această perioadă a folosit un drog recreațional, metamfetamină. A picat un test antidoping, dar a trimis o scrisoare către ATP în care declara că a băut din greșeală din sticla de apă unui prieten care conținea urme ale drogului. Nu a câștigat niciun turneu important în acest an și a căzut până pe locul 141 mondial, în noiembrie 1997.

### 1998–2003

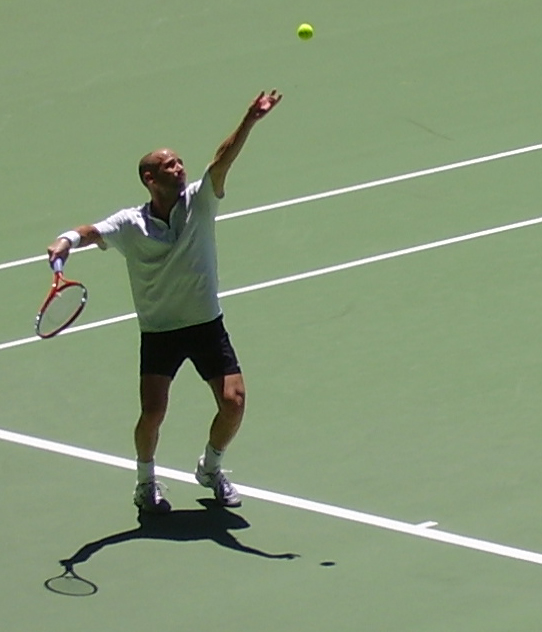
Agassi la serviciu

În 1998, Agassi a trecut la un program riguros de pregătire și a urcat în clasamente prin participarea la turneele Challenger din circuit (turnee cu un fond mic de premii destinate jucătorilor clasați în afara primilor 50 din lume). Avea să câștige cinci trofee și să urce de pe locul 122 la începutul anului, până pe 6 la final producând cea mai mare ascensiune până în Top 10 în timpul unui singur sezon, un record al circuitului. A câștigat cinci turnee, a jucat alte cinci finale, între care și cea a turneului Masters de la Miami, unde a pierdut în fața chilianului Marcelo Ríos, care după acea victorie a devenit lider mondial.
Agassi a intrat în istorie în 1999, la Paris, unde a revenit în finală de la 0-2 la seturi și l-a învins pe rusul Andrei Medvedev, câștigând astfel turneul de la Roland Garros și devenind doar al cincilea jucător din istorie care își adjudeca toate cele patru turnee de Mare Șlem în carieră (alături de Rod Laver, Fred Perry, Roy Emerson, Don Budge; mai târziu Roger Federer devenea al șaselea). De asemenea, el devenea primul jucător care câștiga cele patru turnee pe trei suprafețe diferite: zgură, iarbă și ciment(ceilalți care își adjudecaseră cele patru turnee o făcuseră în perioada când US Open și Openul Australian se disputau tot pe iarbă). De asemenea, Agassi a devenit primul jucător care a câștigat Marele Șlem de aur, având alături de victorii în turneele de Mare Șlem și un aur olimpic.
După victoria din Internaționalele Franței, Agassi a jucat finala la Wimbledon, dar a pierdut în minimum de seturi în fața lui Sampras. Însă avea apoi să triumfe la US Open, unde l-a învins în finală pe Todd Martin, în cinci seturi, revenind după ce a fost condus cu 2-1. Avea să încheie anul pe locul întâi mondial, punând capăt unei perioade de șase sezoane în care Pete Sampras era lider la final.  A fost singurul an în care Agassi a fost lider la final.
Sezonul următor a început cu un nou succes răsunător pentru Agassi, la Openul Australian, unde l-a învins pe Sampras în semifinale, în cinci seturi, și pe rusul Evgheni Kafelnikov în finală, în patru seturi. Era primul jucător care disputa patru finale consecutive de Mare Șlem de la Rod Laver care reușea acest lucru în 1969.  În acel moment, Agassi deținea titlul în trei dintre cele patru turnee majore, lipsindu-i doar Wimbledon-ul.
Tot în 2000, a pierdut în semifinale la Wimbledon, în cinci seturi, în fața lui Patrick Rafter, într-un meci considerat printre cele mai bune disputate în istorie la Wimbledon. La Tennis Masters Cup, la Lisabona, Agassi a ajuns în finală, trecând în semifinale de rusul Marat Safin care dacă învingea devenea cel mai tânăr lider mondial din istorie. În finală, Agassi a fost învins de brazilianul Gustavo Kuerten care astfel a încheiat anul pe locul întâi.
În 2001, Agassi și-a apărat cu succes titlul la Melbourne, trecând în finală de Arnaud Clément. Pe parcurs, l-a eliminat în cinci seturi pe Rafter (7–5, 2–6, 6–7, 6–2, 6–3) în fața unei arene arhipline, la ultima participare a australianului în turneul de casă. La Wimbledon, cei doi s-au înfruntat în semifinale, unde câștig de cauză a avut Rafter, cu 8–6 în setul cinci. La US Open, în sferturile de finală, a fost învins într-un meci care a durat trei ore și 33 de minute de Pete Sampras, scor 6–7(7), 7–6(7), 7–6(2), 7–6(5),. De-a lungul celor 48 de ghemuri, niciun jucător nu a reușit vreun break. În ciuda înfrângerii, Agassi a încheiat anul 2001 pe locul trei, devenind singurul jucător din lume care s-a clasat în top 10 la finalul unui an în trei decenii diferite. (În anii 1980 - a încheiat pe 3 în 1988 și pe 7 în 1989; în anii 1990 - a încheiat pe 4 în 1990, pe 10 în 1991, pe 9 în 1992, pe 2 în 1994 și în 1995, pe 8 în 1996, pe 6 în 1998 și pe locul 1 în 1999; în anii 2000 - a încheiat pe 6 în 2000, pe 3 în 2001, pe 2 în 2002, pe 4 în 2003, pe 8 în 2004 și pe 7 în 2005). De asemenea, era cel mai vârstnic jucător, (31 de ani) care încheia în top 3 de la Jimmy Connors care în 1984, la 32 de ani, termina anul pe 2.
În 2002 a ratat participarea la Openul Australian, unde câștigase ultimele două ediții, din cauza unei accidentări. La US Open, a avut loc ultimul duel dintre Agassi și Sampras, în finală, Sampras impunându-se în patru seturi. Bilanțul duelurilor directe a fost 20-14 pentru Sampras. Acesta a fost ultimul meci al carierei marelui rival al lui Agassi. Victoriile de la Miami, Roma și Madrid l-au ajutat pe Agassi să devină cel mai vârstnic număr doi mondial la finalul sezonului, la vârsta de 32 de ani și 8 luni.
În 2003, Agassi a câștigat al optulea și ultimul titlu în turneele de Mare Șlem, triumfând la Openul Australian, unde l-a învins în finală pe Rainer Schüttler în trei seturi. În martie a câștigat a treia oară consecutiv turneul de la Key Biscayne, unul la care soția sa,  Steffi Graf, deține recordul de victorii consecutive, 5. Astfel, Agassi a devenit cel mai tânăr (19 ani) și cel mai vârstnic (32) învingător la Key Biscayne. la 28 aprilie 2003, a redevenit lider mondial după victoria din sferturile de finală ale turneului de la Queen's în fața lui Xavier Malisse. La 33 de ani și 13 zile devenea cel mai vârstnic număr unu mondial de la introducerea clasamentului profesionist ATP. A păstrat șefia ierarhiei timp de două săptămâni, cedându-i-o înapoi lui Lleyton Hewitt la 12 mai 2003. Agassi avea să revină încă odată în top, la 16 iunie 2003, menținându-se pe locul întâi timp de 12 săptămâni, până la 7 septembrie 2003. În total de-a lungul carierei, Agassi a petrecut 101 săptămâni pe primul loc al ierarhiei mondiale. Din cauza accidentărilor, Agassi a declarat forfait la o serie de turnee. A ajuns în semifinale la US Open, unde a fost învins de Juan Carlos Ferrero în fața căruia a pierdut și fotoliul de lider mondial. La Turneul Campionilor, Agassi a fost învins în finală de Roger Federer, dar a încheiat anul pe locul 4. La 33 de ani, el era cel mai vârstnic ocupant al unuia dintre primele cinci locuri de la Jimmy Connors care în 1987, la 35 de ani, era tot al patrulea.

### 2004–2006
În 2004, Agassi s-a impus în Mastersul de la Cincinnati, câștigând astfel de-a lungul carierei 59 de turnee și 17 din seria Masters, un record al circuitului. A câștigat șapte dintre cele nouă turnee Masters, ratând trofeul doar la Monte Carlo și Hamburg. La 34 de ani, a devenit al doilea jucător ca vârstă învingător la Cincinnati, un turneu înființat în 1899, fiind depășit doar de Ken Rosewall care câștiga în 1970 la 35 de ani. A încheiat anul pe locul 8 și a devenit al șaselea jucător al lumii în era open care depășea bariera de 800 de victorii în carieră, după succesul în fața lui Alex Bogomolov în primul tur la Los Angeles. 
Agassi a început anul 2005 cu o înfrângere în sferturi la Melbourne, în fața lui Federer. S-a retras din mai multe turnee din cauza accidentărilor, apoi a pierdut încă din primul tur la Roland Garros, în fața lui Jarkko Nieminen. A câștigat al patrulea titlu la Los Angeles și a jucat finala la Openul Canadei, unde a fost învins de al doilea jucător al lumii Rafael Nadal. La US Open, i-a învins pe Răzvan Sabău și Ivo Karlović în minimum de seturi în primele două tururi, a trecut de Tomáš Berdych în patru seturi, pentru a câștiga apoi trei meciuri consecutive de cinci seturi și a promova în finală, unde l-a înfruntat pe Roger Federer. Elvețianul s-a impus în patru seturi, după ce fiecare câștigase câte un set, iar Agassi reușise un break în setul trei.
Înainte de Turneul Campionilor de la Shanghai, din 2005, Agassi și-a scrântit gleza la un meci de racquetball. Nu a putut merge câteva săptămâni, dar a ajuns la turneu unde era cap de serie numărul trei. În primul meci l-a înfruntat pe Nikolai Davidenko și a pierdut în minimum de seturi. După acest meci s-a retras din turneu.
A încheiat anul 2005 pe locul 7, al 16-lea an în care s-a aflat în Top 10 la final, un record pe care îl deține în coproprietate cu Jimmy Connors. Tot în 2005, Agassi a renunțat la contractul cu Nike după 17 și a semnat o înțelegere cu Adidas.
Startul în 2006 a fost modest pentru Agassi care încă se refăcea după accidentările suferite la picior și la spate. S-a retras de la Openul Australian și nu a putut participa nici la sezonul pe zgură, ieșind astfel dintre primii 10 în ierarhia mondială. A revenit în circuit în sezonul pe iarbă unde a fost învins la Wimbledon în turul trei de Rafael Nadal. În ciuda regulamentelor, Agassi a acordat un interviu imediat după meci, pe terenul de joc. La Wimbledon, Agassi a anunțat că după US Open va pune capăt carierei.
În timpul sezonului pe ciment, a jucat doar două turnee, fiind eliminat în sferturi la Los Angeles de chilianul Fernando González, scor 6–4, 3–6, 7–5. Astfel, la US Open Agassi nu a mai intrat pe lista capilor de serie.
Confruntat cu accidentările, Agassi a disputat fiecare meci la New York sub influența injecțiilor anti-inflamatorii. În primul tur, Agassi l-a învins în patru seturi pe Andrei Pavel, pentru a-l înfrunta în turul doi pe al optulea favorit, Marcos Baghdatis cipriotul care la începutul anului jucase finală la Australian Open, și apoi semifinale la Wimbledon. Agassi s-a impus cu 6–4, 6–4, 3–6, 5–7, 7–5, într-un meci în care tânărul Baghdatis a acuzat crampe musculare în setul decisiv. În runda a treia, Agassi avea să fie eliminat de al 112-lea jucător al lumii, germanul Benjamin Becker. După meci, Agassi a fost aplaudat timp de opt minue și a ținut un discurs în care și-a anunțat retragerea imediată.

### Câștiguri
Agassi a câștigat de-a lungul carierei pentru 30 de milioane de dolari doar din premii, fiind pe locul trei într-o ierarhie a premiilor, după Sampras și Federer. A mai obținut câștiguri de peste 25 de milioane de dolari pe an din sponsorizări.

### După retragere
După retragerea de la US Open, din 2006, Agassi a participat la o serie de turnee de caritate și a continuat și activitatea propriei sale fundații. la 5 septembrie 2007, Agassi a fost invitat special pentru a comenta la televiziune un meci între Andy Roddick și Roger Federer în sferturile de finală la US Open. La Wimbledon, a jucat un meci demonstrativ de dublu, el făcând pereche cu soția sa, Steffi Graf, iar adversari fiind Tim Henman și Kim Clijsters. 

## Viața personală și de familie
Agassi s-a căsătorit la 19 aprilie 1997 cu actrița americană Brooke Shields. Cei doi au divorțat doi ani mai târziu, la 9 aprilie 1999.
La Openul Franței din 1999, Agassi și Steffi Graf au fost surprinzătorii campioni ai turneului, ei câștigând ultimele lor titluri importante în 1995, respectiv 1996. La Balul dedicat învingătorilor, cei doi au dansat împreună și după acel turneu au devenit un cuplu. În iunie, Graf s-a retras din competiții. Cei doi s-au căsătorit la 22 octombrie 2001. Fiul lor, Jaden Gil, s-a născut patru zile mai târziu, la 26 octombrie. Fiica lor, Jaz Elle, s-a născut la 3 octombrie 2003. Familia Agassi trăiește în Las Vegas, dar au mai multe case de vacanță.
Sora mai mare a lui Agassi, Rita, a fost căsătorită cu un jucător de tenis, Pancho Gonzales. În 1995, când Gonzales a încetat din viață în Las Vegas, Agassi a plătit ceremoniile funerale. Antrenorul lui Agassi, Gil Reyes este în continuare unul dintre cei mai apropiați prieteni ai lui Agassi, fiind considerat de mulți ca un al doilea tată pentru fostul tenisman. O altă soră a lui Agassi, Tami, este ca și mama lor o supraviețuitoare a cancerului de sân.
La 27 octombrie 2009, ziarul englez Times a publicat un fragment din autobiografia lui Agassi în care acesta recunoaște că a folosit droguri recreaționale. Autobiografia va fi lansată pe 9 noiembrie și se intitulează „Open: O Autobiografie”.

## Opțiunea politică
Agassi este membru al Partidului Democrat și a donat peste 100.000 de dolari pentru diferiți candidați ai partidului la alegeri.

## Acte filantropice
Agassi a participat la mai multe activități de caritate și în 1994 a înființat Asociația de Caritate Andre Agassi care ajută tinerii din Las Vegas. În 1995 a primit premiul Arthur Ashe pentru Umanitate din partea ATP, pentru eforturile sale de a ajuta tinerii cu probleme. Face parte din mai multe Asociații, fiind considerat cel mai filantropic sportiv al generației sale, la concurență cu Lance Armstrong.
La clubul pe care în conduce, Boys & Girls, în fiecare an sunt înscriși peste 2.000 de copii care practică tenisul. A înființat și un program de antrenament în baschet, Agassi Stars, în care copiii sunt încurajați să practice sportul, dar și să învețe.
În 2001, Agassi a deschis Liceul Pregătitor Andre Agassi Arhivat în 25 februarie 2007, la Wayback Machine. în Las Vegas, o școală fără taxe pentru copiii cu probleme din zonă. În 2009, procentul de promovabilitate a fost 100%, iar procentul de acceptare la facultate al absolvenților a fost tot de 100%. 
În 2007, Agassi, Muhammad Ali, Lance Armstrong, Warrick Dunn, Jeff Gordon, Mia Hamm, Tony Hawk, Andrea Jaeger, Jackie Joyner-Kersee, Mario Lemieux, Alonzo Mourning și Cal Ripken Jr. au înființat asociația Sportivi pentru Speranță, care ajută sportivii profesioniști să se implice în acte de caritate și care beneficiază de ajutorul a milioane de voluntari.

## Citate
- „Imaginea înseamnă totul.”
- Despre retragerea lui Pete Sampras: „Am crescut alături de acest tip, am jucat împotriva lui atâta timp, este o parte importantă a carierei mele, este un om important în viața mea, așa că am o notă de regret că nu va mai fi aici. Ne va lipsi mult.”[49]
- În 2005, la US Open: „Am fost motivat să trec peste orice încercare, peste gardurile și obstacolele care mi-au stat în cale. Sunt încă multe lucruri care mă motivează.”[50]  După ce l-a învins pe James Blake în sferturile de finală, Agassi a spus: „În primul rând, este ora 1:15 a dimineții și 20.000 de oameni sunt încă aici. Nu eu am câștigat, tenisul a ieșit câștigător. Este minunat. Nu știu dacă m-am mai simțit vreodată la fel de bine aici.”[51]
- Când Mats Wilander a fost rugat în 2005 să spună care sunt cei mai mari cinci jucători din istoria tenisului, el i-a numit pe Agassi, Pete Sampras, Roger Federer și Björn Borg în primii patru (fără o ordine anume) iar pe locul cinci i-a pus la egalitate pe John McEnroe, Ivan Lendl și Jimmy Connors. Despre Agassi, Wilander a spus: „Are unele limite, nu poate face serviciu-voleu, dar a câștigat toate cele patru Mari Șlemuri. Are un nivel de energie enorm, la fel ca Borg. Este în viteza a cincea încă de la primul punct. Are în ochi ceva anormal, altfel nu înțeleg cu poate avea o asemenea lovitură fenomenală de retur. Vede mingea ca nimeni altul și o trimite unde vrea. A jucat o finală de Grand Slam la 35 de ani, asta îmi spune că și-a irosit primii cinci ani din carieră, altfel nu înțeleg cu a rezistat atât de mult timp. Nimeni nu a jucat atât de mult și bine precum Agassi și Borg.”[52]
- „Când Andre este pe teren, uitați de orice altceva” a spus Sampras. „Face totul mult mai bine decât oricare altul.”

## Recorduri
- Toate aceste recorduri au fost obținute în Era Open a tenisului.

| Grand Slam                                      | Anii                | Recordul realizat               | Jucător care îl mai deține                                                                                |
| Wimbledon US Open Australian Open Roland Garros | 1992 1994 1995 1999 | Marele Șlem al carierei (1)     | Rod Laver Roger Federer                                                                                   |
| Australian Open                                 | 1995-2003           | 4 victorii în total             | Novak Đoković Roger Federer                                                                               |
| Australian Open                                 | 2000-04             | 26 meciuri câștigate consecutiv | Singurul                                                                                                  |
| Australian Open                                 | 2000-03             | 3 trofee în 4 ani               | Roger Federer                                                                                             |
| Australian Open                                 | 2000-01             | 2 titluri consecutive           | Ken Rosewall Guillermo Vilas Johan Kriek Mats Wilander Stefan Edberg Ivan Lendl Jim Courier Roger Federer |

Alte recorduri:
Cele mai multe titluri în turneele din Seria Masters: 17
Cel mai vârstnic lider mondial: 33 de ani și 4 luni.

## Alte citate
- Agassi, Mike; Cobello, Dominic; Welsh, Kate (2004). The Agassi Story. Toronto: ECW Press. ISBN 1-55022-656-8.

## Video
- Wimbledon 2000 Semi-Final - Agassi vs. Rafter (2003) Cu: Andre Agassi, Patrick Rafter; Standing Room Only, Data lansării DVD-ului: 16 august 2005, Durata: 213 minute, ASIN: B000A343QY.
- Charlie Rose with Andre Agassi (7 mai 2001) Charlie Rose, Inc., Data lansării DVD-ului: 15 august 2006, Durata: 57 minute, ASIN: B000HBL6VO.
- Wimbledon Record Breakers (2005) Cu: Andre Agassi, Boris Becker; Standing Room Only, Data lansării DVD-ului: 16 august 2005, Durata: 52 minute, ASIN: B000A3XYYQ.

## Jocuri video
- Andre Agassi Tennis pentru SNES, Sega Genesis, Sega Game Gear, Sega Master System, și Telefon mobil
- Agassi Tennis Generation pentru PS2 și GBA
- Smash Court Pro Tournament pentru PS2